# Yelena Skuin
Yelena o Elena Petrovna Skuin, (en ruso: Елена Петровна Скуинь, 2 de abril de 1908, Yekaterinodar, Imperio Ruso — 12 de febrero de 1986, Leningrado, URSS) fue una artista soviética, miembro de la Unión de Artistas de Leningrado, una de los representantes de la Escuela de Pintura de Leningrado.

## Biografía
Yelena Petrovna Skuin nació el 2 de abril de 1908 en Ekaterinodar, Imperio Ruso. Sus padres eran maestros de escuela. Después de la graduarse en la escuela secundaria, estudió desde 1926 hasta 1930 en el Colegio de Profesores de Kuban, donde adquirió los primeros conocimientos profesionales de la pintura. Después de graduarse de la universidad trabajó como profesora de dibujo en la escuela secundaria de Krasnodar durante el curso 1930-1931. En 1931 se mudó a Leningrado.
En 1936 Yelena Skuin entró en el tercer curso del Departamento de Pintura del Instituto de las Artes Repin, donde estudió con Semion Abugov, Genrij Pavlovski, Dmitri Mitrojin y Rudolf Frentz.
En octubre de 1939 Skuin fue admitida a la Unión de Artistas de Leningrado, con el número de tarjeta de socio 285. En 1940-1941, trabaja como ayudante del profesor Rudolf Frentz. En 1944  regresó a Leningrado. Comenzó su trabajo como profesora, primero en la Escuela de Arte de Secundaria en el Instituto de Leningrado de Pintura, Escultura y Arquitectura y, a continuación, en el Departamento de Pintura General en el Instituto Vera Mujina. Al mismo tiempo participó en la mayoría de las exposiciones de artistas de Leningrado. Pintó cuadros de género, retratos, naturalezas muertas y paisajes. Realizó pinturas al óleo, acuarelas y dibujos a carboncillo. Alcanzó los mayores éxitos y reconocimiento en el género de bodegones y acuarelas.
En 1951 Yelena Skuin dejó la enseñanza y pasó a trabajar bajo contrato con LenIzo (Asociación Comercial de Artistas de Leningrado ) como pintora. Fue durante este período que se consolidó líder en el género de naturaleza muerta.
Después de varios viajes al Kuban en el comienzo de la década de 1960, su técnica de pintura deriva hacia los colores brillantes saturados. Alcanza el culmen de su pintura decorativa con las obras de 1971 El balde azul, y Naturaleza muerta con globos rojos. En los 70, realizó muchos trabajos en acuarela.
Yelena Skuin murió el 12 de febrero de 1986 en Leningrado. Su obras se conservan en el Museo Ruso, y otros museos y colecciones privadas en Rusia, Estados Unidos, Francia, Italia, Bélgica, Inglaterra, y otros países.